# William E.J. Allen
William E.J. Allen – brytyjski kierowca wyścigowy.

## Kariera
W wyścigach samochodowych Allen poświęcił się głównie startom zaliczanym do klasyfikacji Mistrzostw Świata Samochodów Sportowych. W latach 1960-1961 Brytyjczyk pojawiał się w stawce 24-godzinnego wyścigu Le Mans. W pierwszym sezonie startów nie dojechał do mety. Rok później odniósł zwycięstwo w klasie GT 1.3, a w klasyfikacji generalnej był dwunasty.